# Johannes Klenkok

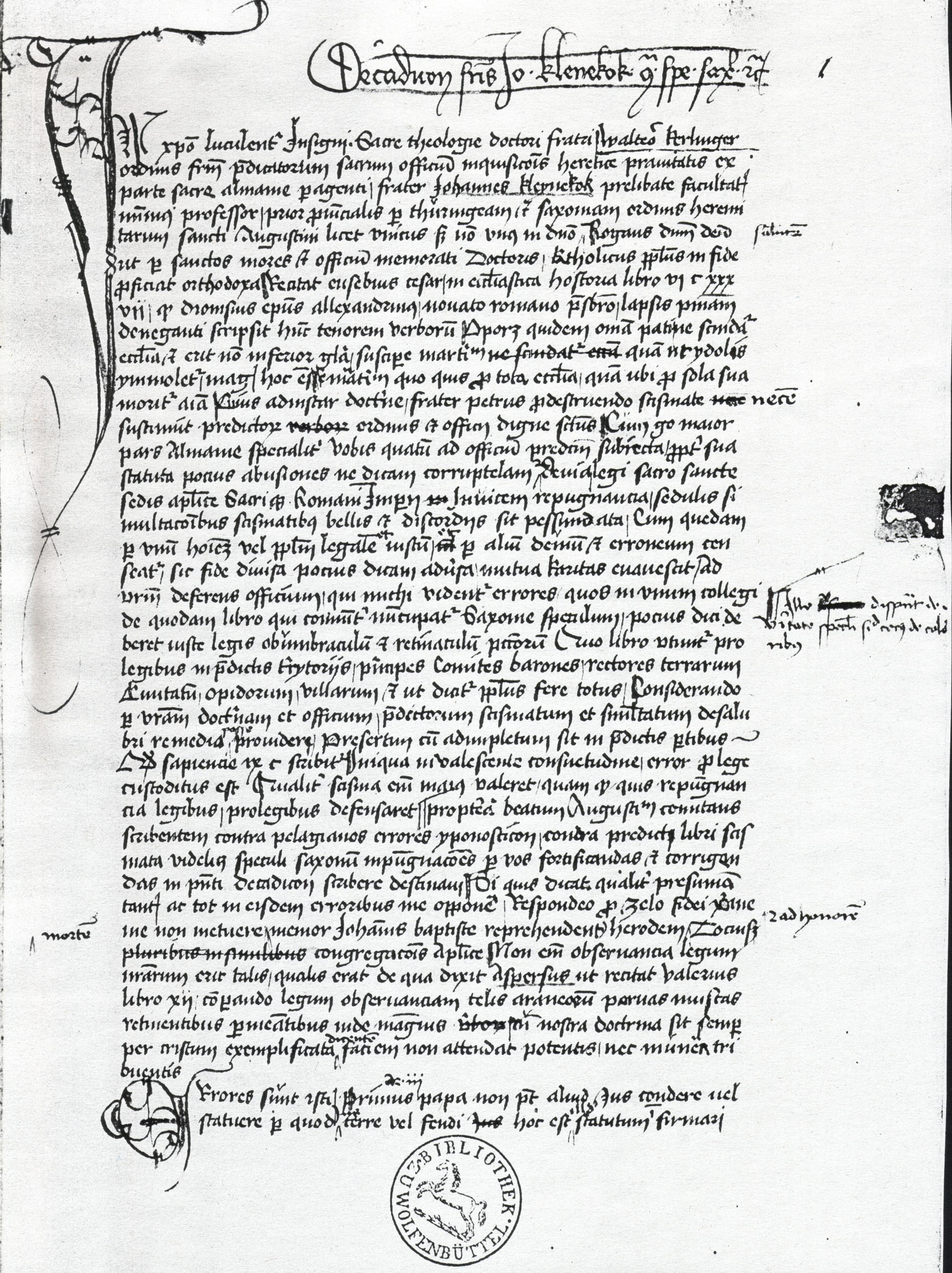
Anfang einer Abschrift der Urfassung des Dekadikon von 1369

Johannes Klenkok (* um 1310 in Schloss Hoya auf einer Insel im Mittellauf der Weser; † 15. Juni 1374 in Avignon in der Provence) war ein Theologe und Augustinermönch. Klenkok wurde als Sohn eines Burgmanns der Grafschaft Hoya geboren. Er trat in den 1340er Jahren in den Augustinerorden ein und absolvierte ein Studium der Theologie und der Sententiae des Petrus Lombardus. Im Anschluss an diese Studien lehrte er an der Universität Oxford. Überliefert ist aus dieser Zeit vor allem seine Kritik an den Lehren des Pelagianismus und an Personen, denen er vorwarf, diese Lehren zu vertreten. Nach wenigen Jahren der Lehrtätigkeit kehrte er in seine Heimatprovinz Magdeburg zurück. Dort führte er seine Tätigkeit als Lehrer an Schulen seines Ordens fort und fungierte darüber hinaus als Provinzial.
Über die Grenzen des theologischen Diskurses hinaus wurde Klenkok durch seinen Dekadikon gegen einige Sätze des Sachsenspiegels bekannt, des überaus bedeutenden Rechtsbuches. In seiner Schrift setzte er sich mit einigen Artikeln auseinander, die nach seiner Auffassung insbesondere gegen göttliches und kirchliches Recht verstießen. Sein Werk stieß seinerseits auf erhebliche Kritik, insbesondere beim Stadtrat von Magdeburg. Trotz dessen vehementer Beanstandung von Klenkoks Argumentation führte die Schrift letztlich zu einem Teilerfolg, denn Papst Gregor XI. verdammte manche der von Klenkok kritisierten Artikel in der 1374 erlassenen Bulle Salvator Humani Generis. Klenkok wurde Inquisitor im böhmischen Brünn. Seine beiden letzten Jahre verbrachte er am päpstlichen Hof in Avignon als Päpstlicher Pönitentiar. Dort starb er wohl an der Pest.
Das Bild Klenkoks in der Forschung des 19. Jahrhunderts war vor allem von der ablehnenden rechtshistorischen Einschätzung seiner Argumentation gegen den Sachsenspiegel geprägt. Erst im 20. Jahrhundert entwickelte die Forschung eine differenzierte Bewertung seines Wirkens. Dabei begann sie die theologischen Schriften des Mönchs in den Blick zu nehmen. Die Untersuchungen kamen zu dem Ergebnis, dass Klenkoks Schriften, die vor allem die Theologie des Augustinus rezipierten, zu seinen Lebzeiten und auch noch einige Zeit danach Beachtung bei einer Reihe von Theologen fanden und er selbst als ein bedeutender Theologe seiner Zeit angesehen wurde. Nach seinem Tode gerieten seine theologischen Schriften jedoch in Vergessenheit.

## Leben

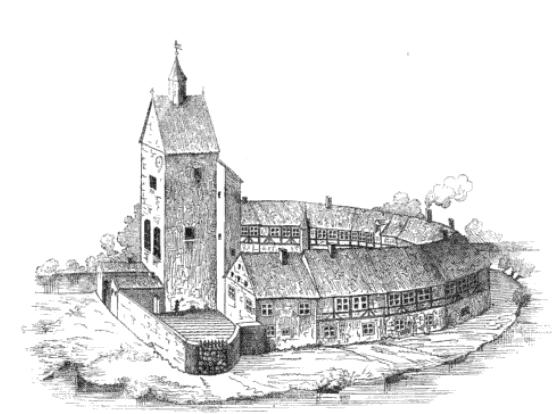
Das Schloss Hoya im Jahre 1855

### Frühes Leben

#### Familie
Johannes Klenkok wurde als Sohn des Burgmanns in Thedinghausen Heinrich Klenkok und dessen Gattin Margarete geboren. Klenkok schreibt in seinem Werk Postilla Super Actus Apostolorum, dass er in der Burg des Grafen von Hoya geboren worden sei. In einer in Niedersächsisch abgefassten Handschrift des Sachsenspiegels aus dem Jahr 1417, die neben den articuli reprobati auch eine biographische Anmerkung zu Klenkok enthält, wurde als Geburtsort Bücken angegeben. Dies führte zur Übernahme des Ortes durch frühe Biographen wie Carl Gustav Homeyer und Hans Böhlau, aber auch noch von Ruth Schmidt-Wiegand in der Neuen Deutschen Biographie. Der Theologe Christopher Ocker hält diese Angabe nicht nur aufgrund der persönlichen Bemerkung Klenkoks für falsch. Er begründet seine Ansicht mit der Stellung von Klenkoks Vater: Dieser war Ritter. Ein Rittersitz lasse sich in Bücken jedoch nicht nachweisen. Ocker hält es aufgrund einiger Bemerkungen Klenkoks für möglich, dass er in der Wasserburg, dem Schloss Hoya, nicht nur geboren wurde, sondern auch aufgewachsen ist.
Seit 1290 stand Thedinghausen nicht mehr unter der Kontrolle des Erzbischofs von Bremen, sondern unter der des Grafen von Hoya. Im Jahr 1314 wurde Thedinghausen vom Erzbischof zurückerobert. Daher wird Klenkoks Geburt meist in die Zeit zwischen 1290 und 1314 datiert, wobei Christopher Ocker der Ansicht ist, dass auch die Jahre bis 1320 als Geburtsjahre noch möglich sind.
Klenkok hatte mindestens zwei Brüder, die in einem Dokument von 1324 genannt werden. Ihre Namen waren Tideric und Ortigse. Tideric scheint der älteste der Brüder gewesen zu sein, da er offenbar den verstorbenen Vater beerbte und selbst im Jahr 1328 den Titel eines Ritters von Thedinghausen trug. Die Mutter der drei Brüder, Margarete Klenkok, muss aber noch bis 1342 gelebt haben, dem Zeitpunkt eines Erbstreits zwischen Johannes und seinem Bruder Tideric (Ortigse muss inzwischen verstorben sein) als einer Partei und seinen vermutlichen Cousins Rudolf, Hartbert, Alard, Herbord und Konrad als anderer Partei. Gegenstand des Streites war der Verkauf eines Familiengutes durch Johannes und Tideric Klenkok. In ihrer Klage gegen diese Veräußerung bezogen die Cousins sich auf eine Bestimmung im Sachsenspiegel, die den Verkauf von Familiengütern unter bestimmten Voraussetzungen verbot. Graf Gerhard von Hoya entschied am 13. November 1343 zugunsten von Johannes und Tideric. Trotz dieses Erfolgs im Erbstreit wird diese rechtliche Auseinandersetzung als der mögliche Beginn von Johannes Klenkoks Abneigung gegen den Sachsenspiegel angesehen.

#### Eintritt in den Stand des Klerikers und den Augustinerorden in den 1340er Jahren
Klenkok verließ nun seine Familie. Die nächste urkundliche Erwähnung wird in das Jahr 1343 datiert; in dieser Urkunde wird Klenkok bereits als Geistlicher bezeichnet. Zu diesem Zeitpunkt hatte er bereits seine Subdiakonen-Weihe erhalten. Auffallend ist, dass die Urkunde sich mit Familienangelegenheiten beschäftigte, Klenkok also trotz Eintritts in den Stand eines Klerikers weiterhin mit der Familie in Kontakt stand.
In einer in das Jahr 1346 datierten Urkunde wird Johannes Klenkok als Mönch des Augustinerordens beschrieben. Wo er ins Kloster eintrat, ist unklar. Zumeist nimmt die Forschung Herford an, gestützt auf einen Bericht des Augustiners Johannes Schiphower. Andere Studien nennen hingegen Bologna oder Osnabrück. Diese Urkunde aus dem Jahr 1346 erwähnt Klenkok im Kontext von Familienangelegenheiten. Deshalb wird angenommen, dass er sich zu dieser Zeit noch im Noviziat befand und somit frühestens 1345 in den Orden eingetreten ist. Christopher Ocker vermutet, dass Klenkok nicht nur in Osnabrück in den Orden eingetreten sei, sondern dort ebenso die Subdiakonenweihe erhalten und seine priesterliche Ausbildung erfahren haben könnte.

### Jahre des Studiums und der Lehrtätigkeit, Paris und Oxford
Im Jahr 1349 wurde Klenkok vom damaligen Provinzial seiner Ordensprovinz Jordan von Quedlinburg ausgewählt, um an einer Schule des Ordens zu lernen. Als mögliche Orte dieser Schule werden aufgrund von persönlichen Bemerkungen Klenkoks Straßburg oder Bologna diskutiert. So wurde zumeist davon ausgegangen, dass er an der Universität Bologna kanonisches Recht studierte. Christopher Ocker vermutet aufgrund der Biographie des von ihm als Klenkoks Lehrer identifizierten Rudolf Block, dass die Ausbildung hingegen irgendwo im Alten Reich stattgefunden haben müsse und Klenkok nie in Bologna studiert habe.
Klenkoks Ausbildung an der Ordensschule dauerte nur knappe zwei Jahre. Diese kurze Zeit ist insbesondere durch schnellere Beförderungen und Ernennungen zu erklären, da durch die Pest vielfach Positionen frei wurden, die schnell besetzt werden sollten. Entweder im Jahr 1351 oder im Jahr 1352 wird dann seine Abschlussprüfung zum Lektor stattgefunden haben. Für einen ausgebildeten Lektor standen Klenkok zwei Wege offen, zum einen das Lehren an einer Ordensschule in der Provinz oder als lector secundarius an einer allgemeinen Ordensschule. Aufgrund eines in Siena erhalten gebliebenen Manuskriptes eines Kommentars Klenkoks zu den Sententiae von Petrus Lombardus wird vermutet, dass er an einer allgemeinen Ordensschule lehrte. Von der Schule ging es für Klenkok dann einige Jahre später an die Universität. Es ist bekannt, dass er in Oxford ein Studium der Theologie mit dem Magistergrad 1359 abschloss. Aus einer Aufzeichnung aus dem Jahr 1354 des Generalkapitels der Augustiner in Perugia, die von der Sendung eines Johannes aus Sachsen nach Oxford spricht, wird davon ausgegangen, dass er 1354 als Student nach Oxford geschickt wurde. Doch obwohl das Generalkapitel ihn zum Studium der Sententiae in Oxford vorgesehen hatte, hatte die englische Ordensprovinz bereits die Plätze an der Universität mit lokalen Kandidaten besetzt.
Statt nach Oxford ging der junge Augustinermönch dann nach Paris, wo er das Studium des baccalaurius biblicus aufnahm, das Studium der Bibel, in dessen Verlauf man sich insbesondere mit der glossa ordinaria beschäftigte, ihre Inhalte erlernte und exegetische Arbeiten veröffentlichte.
Christopher Ocker vermutet, dass Klenkok im Herbst 1355 seine Studien der Bibel beendete und sich danach den Sententiae zuwandte. Er bereitete sich auf eine Sentenzenvorlesung vor, die er vermutlich 1356 oder 1357 hielt. Seine Vorlesungen und Texte erzeugten bei Zeitgenossen einige Bewunderung. So wurde er nicht nur von seinen Lehrern für einen Magister vorgeschlagen, sondern in Beurteilungen wurde seine Gründlichkeit in der Auswertung der vier Bücher der Sententiae und das in Bezugstellen von Textstellen der Sententiae zueinander betont. Klenkoks zu dieser Zeit entwickelte Definition der Unterscheidung von entschuldbaren und Todsünden wurde später vom Niederländer Gerhard Groot in einem Schreiben aus dem Jahr 1378 an Wilhelm Vroede aufgegriffen.
Da es zu dieser Zeit üblich war, sich zwei Jahre auf den Magister vorzubereiten, und Klenkok 1359 Magister in Oxford wurde, wird in der Literatur ein Studienwechsel nach Oxford im Jahr 1357 vermutet. Nach intensiven Vorbereitungen und nachdem er Sentenzenvorlesungen gehalten hatte, wurde er im August 1359 Magister. Nach dem Abschluss war er für zwei Jahre bis zum Frühjahr/Frühsommer 1361 magister regens der ansässigen Augustinermönche. In dieser Zeit, die von einigen Konflikten in der englischen Kirche geprägt war, fiel Klenkok durch seine Kritik an dem Regens Uthred von Boldon auf, den er bezichtigte, Lehren des Pelagianismus zu vertreten. Klenkok kritisierte Boldon insbesondere für die Ansicht, dass das Unwissen der Strafbarkeit einer Tat vor den Folgen schützen würde, so also heidnische Gesellschaften für ihren fehlenden Glauben nicht bestraft werden könnten. Auch in die Kontroverse um den Bischof Richard FitzRalph mischte er sich ein, indem er an dessen Sündenkonzept Kritik übte. In der Analyse von Ocker war Klenkoks wichtigster Beitrag in dieser Zeit die Kritik an Boldon, die später von anderen Theologen ebenso vorgebracht wurde und zu einer Zensur Boldons führte.
Die Zeit in Oxford prägte Klenkok, sodass seine Arbeiten seit dem Weggang von dort der Scholastik zuzuordnen sind und er als Vertreter der Ansichten von Gregor von Rimini gelten konnte. Aber auch die Metaphysik von Johannes Duns Scotus und die Philosophie von Wilhelm von Ockham beeinflussten ihn. Im akademischen Diskurs beschäftigte sich Klenkok aber, im Gegensatz zu Zeitgenossen aus anderen Bettelorden, kaum mit biblischen Fragen, wie beispielsweise dem Verhältnis von Jesus und den Aposteln, sondern mehr mit Eigentumstheorien und Regierungsangelegenheiten.

### Rückkehr ins Reich (1361), Ordensprovinzial, Lehre in Erfurt, Wirkung
Mit Ende des akademischen Jahres 1361 kehrte Johannes Klenkok in seine Heimatprovinz im Alten Reich zurück. Damit entging er einem kurz danach auftretenden Ausbruch der Pest in England. Nach seiner Rückkehr wirkte er als Studienregens seines Ordens in Erfurt und Magdeburg. In einem Dokument aus dem Januar 1363 ist er als Provinzial seiner Ordensprovinz belegt. Da die Wahlen immer zu Pfingsten stattfanden, wird er dieses Amt seit der Wahl 1362 innegehabt haben. In einem Dokument vom Juni 1367 taucht erneut sein Siegel als Provinzial auf. Ob er seit 1362 dieses Amt innehatte oder 1367 erneut, ist jedoch unklar. Beim Provinzkapitel am 28. Mai 1368 in Gotha wurde er erneut zum Provinzial gewählt. In diesem Amt war er insbesondere für Geschäfte des Ordens und die Annahme von Geschenken zuständig, die sich auf mehr als einen Konvent der Provinz bezogen, und für Streitigkeiten zwischen einzelnen Konventen oder zwischen einzelnen Mönchen, die von den jeweiligen Prioren nicht gelöst werden konnten. Eine Streitigkeit, die Klenkok lösen musste, war die zwischen dem Lektor Johannes Gunther von Stargard und dem Kloster von Stargard. Klenkok entschied zugunsten des Klosters, aber der Mönch wandte sich an das Generalkapitel in Avignon, welches zugunsten von Klenkok entschied. Diese richterliche Rolle eines Provinzials bei Streitigkeiten wird mit der eines Bischofs in seiner Diözese verglichen. Als Provinzial oblag Klenkok weiterhin der Vorsitz im Provinzkapitel und die Visitation von einzelnen Klöstern. Unabhängig von diesen Aufgaben innerhalb der Ordensgemeinschaft war Klenkok als Provinzial ebenso für den Kontakt zwischen den einzelnen Klöstern und den jeweiligen weltlichen Herren zuständig.
Neben der Tätigkeit als Provinzial war Klenkok an der allgemeinen Ordensschule in der Provinz lector principalis. Die sächsisch-thüringische Ordensprovinz unterhielt im 14. Jahrhundert zwei Ordensschulen, nämlich in Magdeburg und Erfurt. Es wurde seit der Analyse von Otto Franklin davon ausgegangen, dass Klenkok an beiden Schulen gelehrt habe. Jedoch bezweifelt Christopher Ocker, dass die Schule in Magdeburg bereits zu Klenkoks Zeit in Betrieb war. So war die dazugehörige Kirche 1361, als Klenkok ins Alte Reich zurückkehrte, noch nicht fertiggestellt. Vielmehr kommt Ocker zu dem Schluss, dass Klenkoks Präsenz in Magdeburg aus seinem späteren Konflikt mit dem Stadtrat geschlossen wurde. Klenkoks Präsenz in Erfurt gilt hingegen als gesichert, nicht nur durch eigene Aussagen, sondern auch durch Berichte von Studenten und Kollegen aus dieser Zeit.
Klenkoks Veröffentlichungstätigkeit endete nicht mit dem Weggang von der Universität. So sind aus seiner Zeit in Erfurt Schriften zu theologischen Themen und kanonischem Recht bekannt. Vorlesungen zur Bibel verband er dabei mit verschiedenen philosophischen Themen.
Während dieser Zeit wuchs sein Ansehen. Theologen wie Gerhard Groote, Johannes Hiltalingen, Angelus Dobelin, Gander von Meppen und Johannes Merkelin rezipierten ihn in ihren Werken als bedeutenden Theologen. Hiltalingen, der nicht davon spricht, Schüler Klenkoks gewesen zu sein, behandelt seine Theologie sehr ausführlich in seinen Schriften und Dobelin zitiert extensiv aus Klenkoks Schriften aus seiner Zeit an der Universität in Oxford, und Klenkoks späterem Kommentar zum Matthäusevangelium. Dabei galt Klenkok nicht unbedingt als eine innovative Stimme im theologischen Diskurs, sondern als eine, die bisherige Konzepte und Ansichten verteidigte. Groote verstand in Klenkoks Ansichten, beispielsweise zur Absicht und zu den Graden der Schuld, eine Verteidigung von Ansätzen, die bereits Augustinus vertreten hatte. In anonymen Vorlesungen im 15. Jahrhundert wird auf die Schriften von einem Bruder Johannes zurückgegriffen, bei denen davon ausgegangen wird, dass es sich hier um Klenkok handeln dürfte. Seine Werke werden im frühen 15. Jahrhundert noch von Gottschalk Hollen zitiert. Auch wurden Handschriften seiner Werke in die Bibliothek des Amplonius Rating de Berka aufgenommen. Größere Bekanntheit genossen seine Abhandlungen zudem bei den Augustinern in Erfurt, wo er etwa acht bis neun Jahre verbrachte, und insbesondere das Verständnis der dortigen Studenten von theologischen und rechtlichen Fragen prägte.

### Verfassen desDekadikonsgegen denSachsenspiegel, Ablehnung durch Magdeburger Rat (1368)

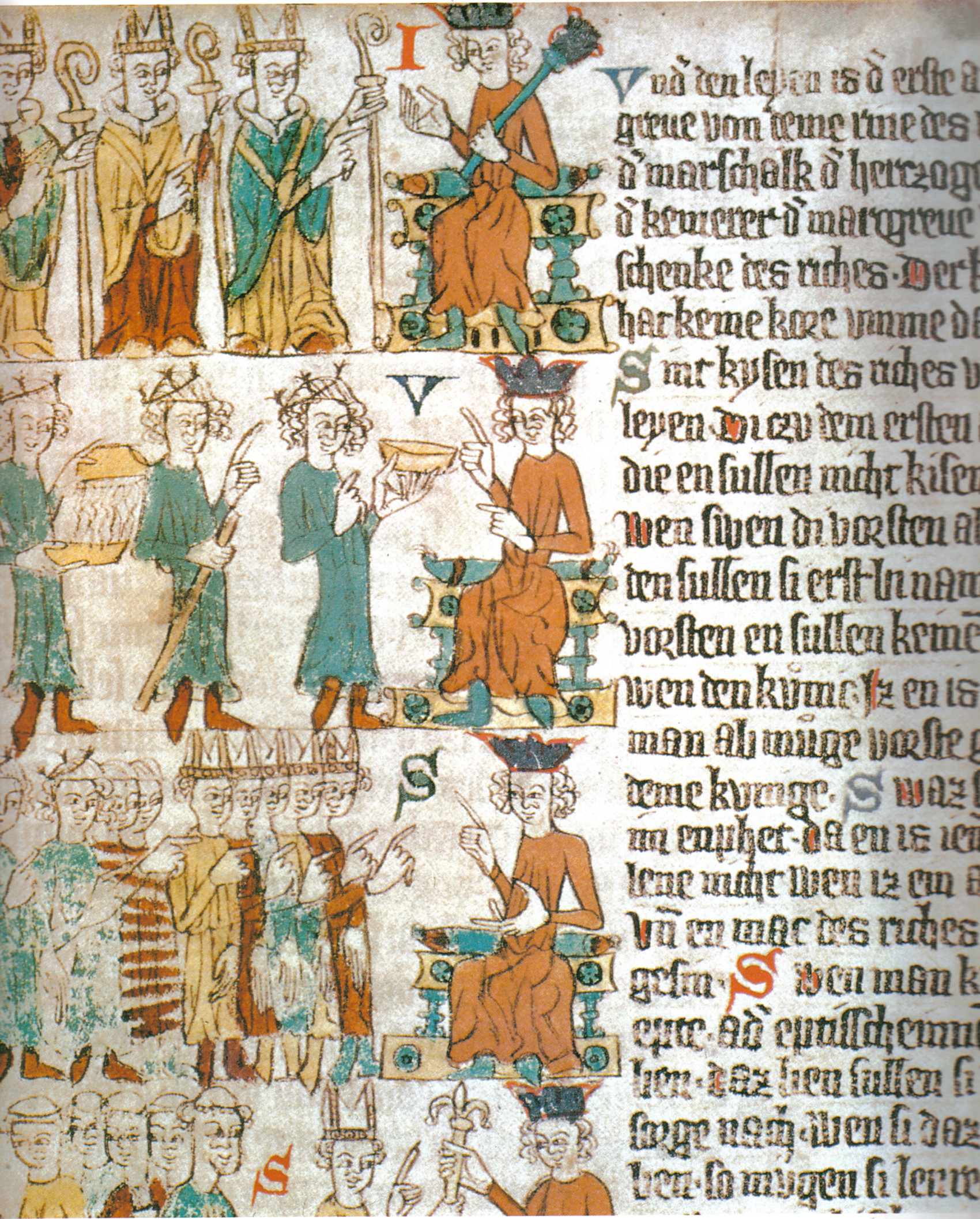
Ausschnitt aus dem Heidelberger Sachsenspiegel, der die Wahl des Königs zeigte. (um 1300, Universitätsbibliothek Heidelberg)

Beim Studium der Rechtsprechung des Schöffenstuhls von Magdeburg kamen Klenkok Zweifel, ob der angewandte Sachsenspiegel mit dem kanonischen Recht und den Grundsätzen des christlichen Glaubens vereinbar sei. Klenkok konnte in den 1360er Jahren nicht auf Unterstützung der Erzbischöfe von Magdeburg hoffen. Diese hatten seit der Ermordung von Burchard von Schraplau 1325 nur eine geringe Autorität und waren nicht in der Lage sich gegen das wohl zu dieser Zeit mächtigste Gericht im Alten Reich zu wenden. Der damalige Bischof Albrecht von Sternberg, der gegen den Willen des Domkapitels Erzbischof geworden war, verbrachte seine dreijährige Amtszeit von 1368 bis 1371 nur im Konflikt mit seinen eigenen Kanonikern. Sein Nachfolger Peter Jelito musste sogar die Autorität des sächsischen Rechts innerhalb der Gerichte des Erzbistums anerkennen.
Klenkok musste bei anderen Personen Unterstützung suchen. So wandte er sich an den in Magdeburg ansässigen Inquisitor Walter Kerlinger. Der Dominikaner riet ihm dazu, die Bedenken gegen den Sachsenspiegel zu verschriftlichen und eine Begründung zu verfassen. Klenkok kam dem nach und formulierte diese Kritik in einer Schrift, die er Dekadikon nannte, wobei der Titel dem Umstand entsprang, dass Klenkok sich gegen zehn Artikel des Sachsenspiegels wandte. Diese Schrift wollte Walter Kerlinger der Überlieferung nach an die Kurie weiterleiten, sandte sie jedoch nach der mehrheitlich in der Literatur vertretenen Auffassung an den Magdeburger Stadtrat.
Dieser war durch die Kritik am Rechtsspiegel und damit mittelbar an ihrem Stadtrecht, dem Magdeburger Recht, aufgebracht. Der Rat sah dies als einen so wichtigen Vorfall an, dass er den aus 36 Mitgliedern bestehenden dreifachen Rat und den Bürgerausschuss einberief. Diese Reaktion ist insbesondere vor dem Hintergrund zu verstehen, dass der Rat enge Verbindungen mit dem Magdeburger Schöffenstuhl unterhielt, der Rechtsprechungsinstitution des Magdeburger Rechts. Der Rat der Stadt Magdeburg bestellte einige Mitglieder des Augustinerordens ein und warf ihnen vor, dass einer ihrer Ordensgenossen:

„auf die Zerstörung der Städte, Fürsten und Grafen des Sachsenlandes hinarbeite und ihnen Schmach und Schande antue“

Das Treffen des Rats fand wohl im Frühjahr 1368 statt, wobei vielfach auch eine Datierung in das Jahr 1369 vorgenommen wurde. Der Rat schickte weiterhin ein Schreiben an 400 Städte und Fürsten, die das Sachsenrecht anwandten. Darin warf er dem Mönch vor, dass dieser in seiner Kritik vor allem von der im Sachsenspiegel vorgeschriebenen Erbunfähigkeit von Mönchen veranlasst werde. Aber auch an Klenkok selbst erging ein Ratsschreiben, worin die Ratsherren zum Ausdruck brachten, dass sie über ihn erboster seien als über den 1325 ermordeten Erzbischof Burchard. Sie schrieben, dass Klenkok nicht nur im Dekadikon, sondern auch in anderen Werken den Sachsenspiegel versucht habe zu untergraben. Auch warfen sie ihm vor sein Amt als Provinzial der Augustiner missbraucht zu haben. Im Bericht des Augustinerpaters Johannes Schiphower wird dabei berichtet, dass Klenkok vor dem Zorn der Bürger in einem über die Mauer hinabgelassenen Korb aus der Stadt fliehen musste. Der Jurist Hans Josef Kullmann vergleicht diese Situation mit einer in der Bibel überlieferten Flucht des Apostels Paulus.

### Versuche, Unterstützung für denDekadikonzu gewinnen (ab 1369)
Klenkok reiste nach April 1369 von Magdeburg nach Halberstadt und überreichte sein Werk, den Dekadikon, auch dem Bischof von Halberstadt Albert von Rickmersdorf. Christopher Ocker hält Albert für einen Bekannten Klenkoks aus seiner Zeit in Paris. Der Bischof übergab die Schrift Klenkoks an den Theologen Rudolf Block, Klenkoks früheren Lehrer, und den Lektor Jordan von Quedlinburg zur Begutachtung. Beide sollten ein Gutachten abgeben. Block diskutierte dabei auch persönlich mit Klenkok, wohingegen Jordan von Quedlinburgs Meinung nur schriftlich eingeholt wurde. Was das Ergebnis der Debatte war, ist nicht überliefert. Während der Jurist Hans-Josef Kullmann in seiner Dissertation davon ausgeht, dass beide Autoren die Kritik Klenkoks nicht teilten und stattdessen den Sachsenspiegel verteidigten, geht Ocker davon aus, dass das Gespräch zu keinem wirklichen Ergebnis geführt habe. Klenkok war weiterhin von seiner Ansicht überzeugt, aber ohne Unterstützung von seinen Ordensbrüdern. Der Bischof von Halberstadt mischte sich nach den überlieferten Berichten nur mit einem Argument in die Debatte ein, was für Klenkoks Ansichten sprach. So betonte er, dass eine Handlung zwar nach dem weltlichen Recht erlaubt sein könnte, nach kanonischem Recht aber trotzdem verboten sei. Klenkok überarbeitete seine Argumente und sandte seine Schrift erneut an Bischof Albert, wobei aber keinerlei Maßnahmen des Bischofs überliefert sind. Daher scheint Klenkok hier keinen Erfolg gehabt zu haben. Ein anderes Exemplar seiner Schrift übergab Klenkok an den Erfurter Rechtsgelehrten Herbord von Bischofsroda. Mit dem Erfurter Gelehrten unterhielt Klenkok einen Briefwechsel, der ein Zeugnis seiner weiteren Versuche ist, für sein Anliegen, gewisse Artikel des Sachsenspiegels für nichtig erklären zu lassen, einzutreten. Aus dieser Zeit sind auch zwei Vorlesungen Klenkoks bekannt, in der einige der von ihm monierten Vorschriften im Sachsenspiegel behandelt werden. In den nachfolgenden Exemplaren seines Dekadikons fügte Klenkok seine Verteidigungen gegen Block und von Quedlinburgs Argumente bei.
In einem der folgenden Jahre, entweder 1369 oder 1370, richtete Klenkok sich mit einer Flugschrift mit dem Titel „Universi Christi Fideles“ an die christlichen Autoritäten des Heiligen Römischen Reichs. In dieser Schrift kritisierte er nun 12 Artikel des Sachsenspiegels und bezieht sich dabei auch auf das Streitgespräch mit Rudolf Block und Jordan von Quedlinburg. Zu dieser Zeit war er sich möglicherweise noch nicht im Klaren darüber, dass der Inquisitor Kerlinger der Grund war, dass der Magdeburger Stadtrat über seine Taten informiert war. Von Erfurt, wo Klenkok sich nun immer noch befand, sandte er an Kerlinger ein zweites Exemplar seiner Schrift. Christopher Ocker, der bezweifelt, dass Kerlinger den Dekadikon an den Magdeburger Stadtrat gesandt hatte, betont, dass aus dieser Zeit zwar keine Unterstützungsschreiben Kerlingers bekannt sind, aber auch keine Kritik. Wohl kurz danach wurde Klenkok bekannt, dass Kerlinger ihn verraten hatte, denn in einer kurz danach entstandenen Verteidigungsschrift gegen die Vorwürfe der Magdeburger, beschrieb er selbst diesen Umstand.

### Inquisitor des Bischofs von Olmütz (1370 oder 1371), Reise zum Generalkapitel in Florenz (1371)
Neben diesen Tätigkeiten war Klenkok weiterhin Provinzial der Augustiner in seiner Ordensprovinz geblieben. Es ist nicht bekannt, ob er zu Pfingsten 1369 noch ein weiteres Mal in dieses Amt gewählt wurde, oder seine Amtszeit mit dem Pfingstfest endete. Klenkok ging im folgenden Jahr auf jeden Fall nach Böhmen und wurde dort vor dem 4. Juli 1370 Inquisitor im Dienst des Bischofs von Olmütz. Er lebte wahrscheinlich im Kloster in Brünn. Teilweise wird, wie von Ruth Schmidt-Wiegand, vertreten, dass Klenkok nach Prag ging und dort an der Universität Moraltheologie lehrte. Sie geht im Übrigen davon aus, dass Klenkok erst im Frühjahr 1371 die Befugnisse eines Inquisitors erteilt worden sind. Andere wie Heiner Lück oder Christopher Ocker sehen es jedoch als eher unwahrscheinlich an, dass Klenkok in Prag lehrte. So befand er sich wohl im Umfeld des Kanzlers Johannes von Neumarkt und hatte als Magister und Inquisitor eine gewisse Autorität, lehrte aber wohl nicht an der Universität.
Während die Inquisition im Herrschaftsbereich der Böhmischen Krone, zu dem das Bistum Olmütz gehörte, sehr negativ porträtiert wird, sind keine Aufzeichnungen zu Klenkoks Rolle in dieser Zeit, abgesehen von einer eigenen Bemerkung wucherische Verträge überprüft zu haben, überliefert. Klenkok nutzte seine Kontakte zu Johannes von Neumarkt, um sichere Reise zum Generalkapitel seines Ordens 1371 in Florenz zu bekommen. Vermutlich hatte Klenkok Angst vor Angriffen auf sein Leben, erzeugt durch die Schriften und das Wirken des Magdeburger Stadtrats. Während der Zeit im Gebiet der Böhmischen Krone arbeitete Klenkok an seinem Dekadikon, in dem er einige Artikel austauschte und eine neue Einleitung verfasste.

### Von Florenz an die Kurie in Avignon, Wirken hin zur BulleSalvator Humani Generisvon 1374
Im Mai 1371 nahm er am Generalkapitel seines Ordens in Florenz teil. Ob er dort als Delegierter der Bayrischen Ordensprovinz war, ist nicht sicher. Aber er war laut dem Brief Johannes von Neumarkts, der ihm sichere Reise versprach, mit einer Gemeinschaft unterwegs.
Es ist unklar, ob er aus Florenz noch einmal nach Brünn zurückreiste, oder direkt nach Avignon an die dort residierende Kurie reiste. Sicher blieb aber der Sachsenspiegel in den Gedanken des Mönchs. So bat er seinen früheren Schüler Pierre de Vergne, der im Mai 1371 zum Kardinal ernannt worden war, in einem Brief sein Anliegen an den Papst zu übermitteln. Dem Brief lag auch eine Ausgabe des Dekadikon bei. Klenkok hatte den Text noch weiter überarbeitet und inzwischen wandte er sich gegen 21 Artikel des deutschen Rechtsspiegels.
Neben diesem Brief wandte er sich mit einem Schreiben auch direkt an den Papst und drängte auf eine Bannung der besagten Artikel. Diese Briefe werden in die Zeit zwischen Frühling 1371 und Frühsommer 1372 datiert. Pierre de Vergne kam dieser Bitte nach und übergab die Liste an den seit 1370 herrschenden Gregor XI. Dieser handelte nicht sofort, sondern holte den Rat von Theologen und Juristen ein. Wer in dieser Kommission saß, ist nicht überliefert. Sie bestand aus Kardinälen und doctores utriusque und sprach sich für eine Verurteilung aus.
Im April 1374 erließ der Papst dann die Bulle mit dem Namen Salvator Humani Generis, mit der er 14 Sätze im Sachsenspiegel verurteilte und alle Richtersprüche für ungültig erklärte, die auf diesen beruhten. Zusätzlich befahl er allen Christen die Sätze nicht mehr zu beachten. Aufgrund des Textes der Bulle vermutet Christopher Ocker, dass Klenkok selbst eine wichtige Rolle in der Kommission übernommen hatte. Diese 14 Artikel wurden später als articuli reprobati bezeichnet. Während Klenkok damit einen Teilerfolg errungen hatte, so erkannte der Papst konkludent an, dass sieben von Klenkok angegriffene Sätze nicht gegen kirchliches oder göttliches Recht verstoßen würden. Kurz nach Klenkoks Tod im Juni 1374 sandte Gregor XI. im Oktober 1374 einen Brief an Kaiser Karl IV., mit dem er ihn aufforderte die Bulle und die Bannung der articuli reprobati durchzusetzen.

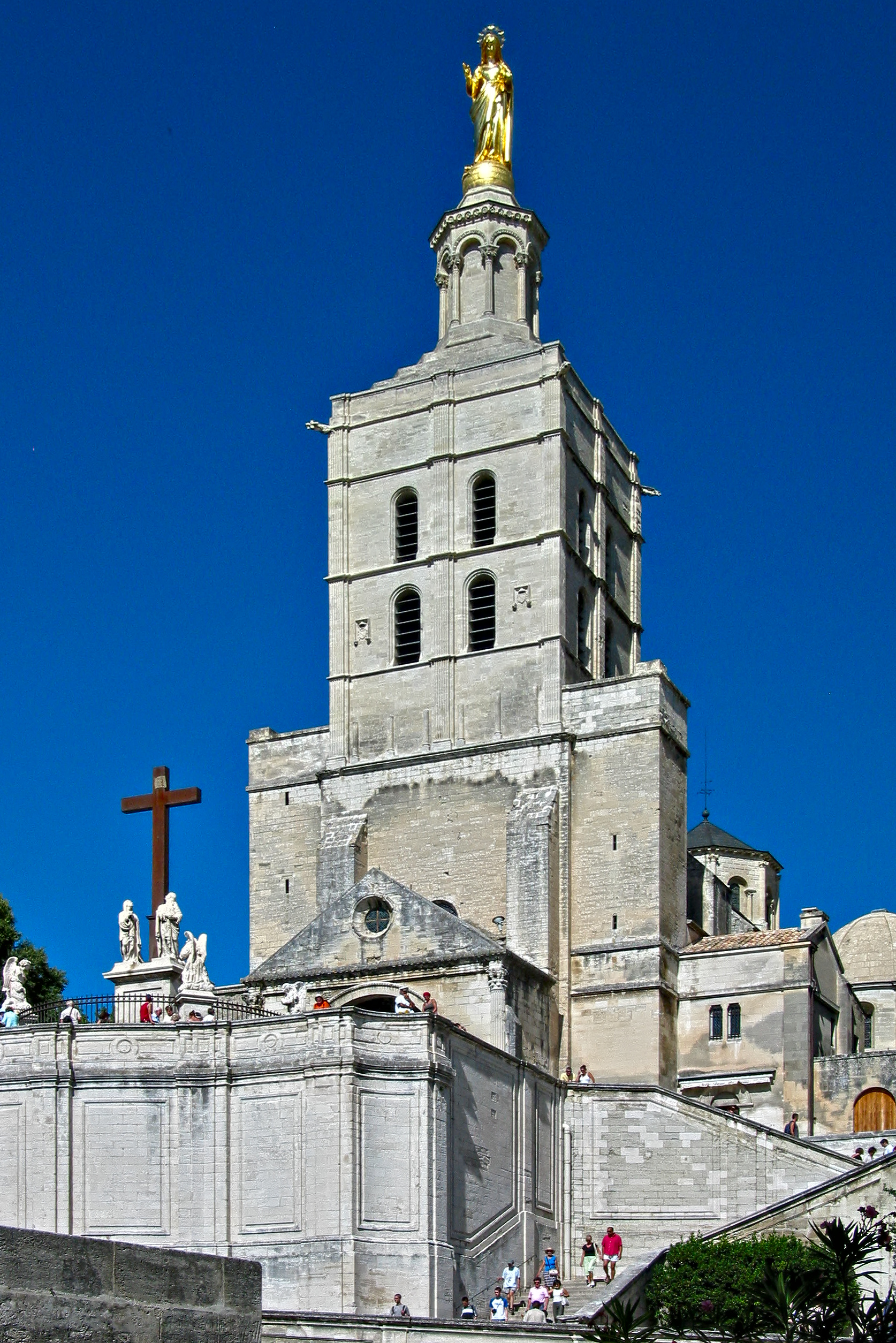
Die Kathedrale Notre-Dame-des-Doms, Klenkoks Wirkplatz in seinen letzten Jahren

### Apostolischer Pönitentiar (1372), Tod an der Pest (1374)
Vor dem 22. Juni 1372 wurde Klenkok dann zu einem Apostolischen Pönitentiar ernannt. Er gehörte damit zu einem kleinen Kreis von etwa siebzehn bis neunzehn Mönchen, die unter der Leitung eines Kardinals standen. Mitglieder dieses Kreises waren in päpstlichen Ritualen, so den Messfeiern oder den Grabesfeiern bei Tod eines Papstes, eingebunden und genossen einfacheren Zugang zum Papst. Obwohl die Mitglieder fast ausschließlich Bettelorden angehörten, waren sie Angehörige des päpstlichen Hofs. Sie lebten in Häusern in Avignon, die von der Apostolischen Kammer unterhalten wurden. Einige Pönitentiare wurden auf Grundlage der Empfehlungen von weltlichen Herren ausgesucht, wobei bei Klenkok eine Empfehlung durch Johannes von Neumarkt, Kanzler des römisch-deutschen Kaisers, möglich wäre. Doch trotz dieser Empfehlung musste jeder Kandidat noch weitere Zeugnisse seiner Eignung vorlegen und Untersuchungen seines Lebens und seiner Ansichten über sich ergehen lassen, bevor er vom Papst ernannt wurde. Die Hauptaufgabe der Pönitentiare war das Abnehmen der Beichte in der Kathedrale Notre Dame, die an den päpstlichen Palast angrenzte, und die Erteilung von Dispensen. In der Erteilung von Dispensen waren sie, mit wenigen Ausnahmen, die dem Vorsitzenden der Pönitentiare oder dem Papst vorbehalten waren, relativ frei.
Am 22. Juni 1373 wurde Klenkok vom Papst zu einem Mitglied einer Kommission ernannt, die Probleme lösen sollte, die bei den Missionierungsbestrebungen in Bosnien entstanden waren. Klenkok war hier Teil einer Kommission von verschiedenen Gelehrten, die mit insgesamt 23 Problemen zu tun hatten. Dazu gehörte unter anderem die bosnische Tradition, dass Männer eine Frau nur unter der Bedingung „sofern du eine gute Frau bist“ heirateten. Über die genauen Beiträge Klenkoks in den Entscheidungen der Kommission ist nichts bekannt.
Im Sommer 1373 erteilte Klenkok nach einer Entscheidung Gregors XI. die Absolution an Johannes Flach von Riesbach und Johannes von Rietheim. Diese beiden Ritter waren aufgrund ihrer Beteiligung an einem Aufstand in Perugia gegen den Kirchenstaat und bei einem Angriff auf Viterbo exkommuniziert worden. Kurz vor seinem Tod erhielt Klenkok einen Fall als Pönitentiar aus seinem ehemaligen Betätigungsfeld in Böhmen. Er wurde damit betraut sich mit den Beschwerden gegen Johannes Milicius zu beschäftigen. Milicius kam nach Avignon und wurde dort von Klenkok und dem zuständigen Kardinal Anglic Grimoard verhört. Dies geschah wahrscheinlich im April und im Mai 1374.
In dieser Zeit brach in Avignon die Pest aus. Klenkok starb am 15. Juni 1374. Christopher Ocker geht davon aus, dass er der Pest zum Opfer gefallen sein muss.

## Werk und Wirken
Das Werk von Johannes Klenkok ist vor allem vor dem Hintergrund seines Wirkens gegen einige Sätze des Sachsenspiegels untersucht worden, seine theologischen Schriften waren aber lange Zeit von der Forschung missachtet worden. Eine Untersuchung dieser Schriften begann erst in der 2. Hälfte des 20. Jahrhunderts, unter anderem durch Damasus Trapp, Adolar Zumkeller, und Christopher Ocker.

### Theologische Schriften
Als bedeutendste theologische Werke Klenkoks nennt Adolar Zumkeller Expositio litteralis, der Kommentar zu den Sententiae von Petrus Lombardus und seine Quaestiones super secundum librum Sententiarum, ein Werk von 24 theologischen Fragen. Ein Schwerpunkt von Klenkoks theologischen Schriften ist die Argumentation gegen den Pelagianismus. Klenkok orientiert sich dabei stark an den Schriften von Augustinus, die er nach Zumkellers Analyse gut kannte. Diese antipelagianischen Argumentationen Klenkoks fanden bei anderen Theologen des Mittelalters Anklang. Ein Beispiel ist seine Begründung zur Aussage, dass kein Mensch ohne besondere Hilfe Gottes zum Sündennachlass kommen könne. Die Erklärung war Teil von Klenkoks Behandlung der Schriften Duns Scotus. Übernommen wurde sie von dem Wiener Professor der Theologie Johannes von Retz in dessen eigener Beschäftigung mit den Schriften des Duns Scotus. Auch rezipierte der Professor Klenkoks Zusammenfassung der Lehre des Scotus und dessen Widerlegung der Lehre Scotus’ zur Sündenschuld. Beide hielten die Thesen Scotus’, die diese besondere Hilfe Gottes nicht fordern, für pelagianisch. Die augustinische Prägung Klenkoks wird vor allem in seinen Ausführungen zur Erbsünde deutlich. In dieser vertritt er unter anderem, dass der Mensch durch eine Konkupiszenz, also eine Neigung des Menschen zur Sünde, ohne einen Gnadenakt Gottes nicht in der Lage sei sich aus der „Knechtschaft der Sünde“ zu befreien.
In seinen theologischen Werken vertritt Klenkok eine dezidiert papalistische Weltansicht. So gesteht er zwar ein, dass beim Konzil von Jerusalem den Aposteln eine gleiche sakramentale Gewalt zugestanden wird, schlussfolgert daraus aber trotzdem nicht eine Gleichrangigkeit der Bischöfe. Petrus, und nachfolgend die Päpste, würden eine Sonderstellung einnehmen. In seinem Kommentar zur Apostelgeschichte beschäftigt er sich mit dem apostolischen Leben, das er mit dem Leben nach der Ordensregel des Augustinus vergleicht. Die Bettelmönche stellen nach Klenkok das Ideal des Klerus dar und so rechtfertigt er ihre Exemtion von bischöflicher Kontrolle.
Weitere Einflüsse auf die theologische Arbeit Klenkoks übten neben Augustinus Gregor von Rimini und Thomas Bradwardine aus. Am Beispiel seiner Postilla Super Actus Apostolorum macht Ocker deutlich, dass Klenkok für seine theologischen Werke aber eine breite Palette an Schriften heranzieht. Dazu gehören insbesondere die Kommentare von Beda Venerabilis, die Historia scholastica von Petrus Comestor, die glossa ordinaria zur Bibel und das Decretum Gratiani.
Klenkok stellte insbesondere für die jungen Augustinermönche seiner Zeit einen wichtigen theologischen Einfluss dar. So werden seine Werke von Johann von Basel, Angelus Dobelin oder Gottschalk Hollen häufig zitiert. Insbesondere die Inhalte seines Sentenzenkommentars werden häufig rezipiert. Größere Bekanntheit erlangten seine Abhandlungen bei den Augustinern in Erfurt, wo er etwa acht bis neun Jahre verbrachte, in denen er das Verständnis der dortigen Studenten von theologischen und rechtlichen Fragen prägte. Dabei galt Klenkok nicht unbedingt als eine innovative Stimme im theologischen Diskurs, sondern als eine Stimme, die bisherige Konzepte und Ansichten verteidigte. Geert Groote verstand in seinen Ansichten, beispielsweise zu den Graden der Schuld, eine Verteidigung von Ansätzen, die bereits Augustinus vertreten hatte.

### Juristische Argumentation
In der Analyse von Klenkoks juristischer Argumentation, beispielsweise im Dekadikon, wird ihm bescheinigt, ein umfangreiches Wissen des mittelalterlichen Rechtes zu haben und sich gegenüber Juristen argumentativ behaupten zu können. Daher wurde in zumeist älterer Literatur auch vermutet, dass Klenkok Rechtswissenschaft studiert haben müsste. Insbesondere in seinem Kommentar zu den Sententiae versuchte Klenkok einen breit angelegten Ansatz für die Behandlung von verschiedenen Themen der Pastoraltheologie und des Wirtschaftslebens zu entwickeln, der insbesondere im Beichtstuhl von einem Priester genutzt werden könnte. Aus diesem Grund behandelte er zahlreiche juristische Themen, wie beispielsweise das Eigentum, die lex fori, das iustum pretium oder das Testamentsrecht. Nicht nur beschäftigte sich der Mönch mit vielen juristischen Themen, sondern auch mit den juristischen Autoritäten seiner Zeit. So zitiert er unter anderem Johannes Andreae, Guido de Baysio, Goffredus de Trano und Paulus de Liazariis.
In seinem Dekadikon vertrat Klenkok vor allem die Position, dass die päpstliche Autorität über jeder anderen Autorität stehe. Daraus folge, dass die für das päpstlich gesetzte Recht entwickelten Standards auch auf alle anderen Rechtsquellen anzuwenden seien. Seine Kritik bezog sich vor allem auf solche Vorschriften des Sachsenspiegels, die auf germanischen Traditionen beruhen. Er wandte sich gegen Ordale und Eide, aber auch gegen einige Beschränkungen im Erbrecht. In seiner Kritik seien juristische Werte zu erkennen, die bereits im römischen Recht angelegt waren, aber im Alten Reich erst mit der Rezeption des römischen Rechts ab 1450 in der Rechtswissenschaft behandelt wurden. Die Werte entstammen aber nicht einer Rezeption des römischen Rechts durch Klenkok selbst, sondern entstammen ähnlichen Werten aus dem kanonischen Recht. Klenkok verstand die Werte als ein Zusammenspiel von jüdischem Recht des Alten Testaments, kirchlichem Recht und Kaiserrecht. Ocker betont, dass Klenkok auch nicht, wie spätere Rechtswissenschaftler, im römischen Recht nach einem kohärenten Recht suchte, um dieses in den entstehenden Landesverwaltungen zu nutzen, da er das kanonische Recht bereits als dieses kohärente Recht verstand. Seine juristische Argumentation ist laut Ocker darauf fundiert, dass die gesamte christliche Gesellschaft auf dem Recht der Nachfolger Petri beruhen würde. Daher könne auch kein von einem Volk gesetztes Recht beispielsweise dem Papst das Recht absprechen, den Kaiser zu exkommunizieren. Dabei nutzt Klenkok in seiner Argumentation auch die Schriften der Kirchenväter wie Augustinus, aber auch von antiken Gelehrten wie Cicero. Ocker kommt in einer Analyse zu dem Ergebnis, dass Klenkok nicht berücksichtigt, dass der mittelalterliche Rechtsspiegel in vielerlei Hinsicht kanonisches Recht übernimmt und, dass dessen Ziel war die Autorität des Kaisers im Verhältnis zu den Landesherrn zu stärken, aber nicht im Verhältnis zum Papst. In einer Zusammenfassung seiner Argumentation sei Klenkok vor allem daran gelegen, die Universalität der päpstlichen Herrschaft zu verteidigen.

### Bewertung seines Wirkens
In einer abschließenden Betrachtung stellt der Jurist Kullmann fest, dass Klenkok bei den Argumentationen gegen Artikel des sächsischen Prozessrechts, beispielsweise dem Zweikampf und den Ordalen, oder dem Erbrecht, Ansichten vertrat, die aus der Sichtweise des 20. Jahrhunderts als modern bezeichnet werden. Der Arbeit Klenkoks und der Verdammung durch Gregor XI. gibt Kullmann eine Teilverantwortlichkeit dafür, dass es im modernen Recht die freie richterliche Beweiswürdigung gibt und Verfügungen über Eigentum nicht auf eine Gesundheitsprobe abgestellt wird. Der Rechtshistoriker Heiner Lück schreibt im Gegensatz dazu, dass Klenkoks Kritik am Sachsenspiegel ohne Erfolg blieb und vor dem Hintergrund, dass einige der späteren articuli reprobati des Sachsenspiegels in der Glosse von Johann von Buch ohnehin bereits als nicht mehr zeitgemäß angesehen wurden, auch ohne Wirkung gewesen sei. Insbesondere in der Literatur des 19. Jahrhunderts wurden die Tätigkeiten Klenkoks als Ausdruck „einer kanonistischen Feindschaft“ gegen das sächsische Recht angesehen. Die Bulle Salvator Humani Generis selbst findet sich in zahlreichen Handschriften. Auf die Bedeutung des Sachsenspiegels hatte die Bulle und damit Klenkoks Wirken aber wohl keinen großen Einfluss. Einige auf dem Sachsenspiegel aufbauende Werke, wie die sächsische Oberhofgerichtsordnung von 1495, eine Handschrift des Meißner Rechtsbuchs, oder die statuta regni von 1506 aus dem Königreich Polen enthielten die reprobierten Artikel aber nicht mehr. Die moderne Forschung folgt der eher positiven Interpretation des Wirkens Klenkoks und konstatiert, dass die Meinungen Klenkoks Ausdruck „gewandelte[r] Rechtsauffassungen“ seien.

### Werke, Manuskripte und Editionen
Die Auflistung der Werke, ihrer Überlieferung und der Editionen folgt Adolar Zumkeller: Johannes Klenkok. In: Biographisch-Bibliographisches Kirchenlexikon (BBKL). Band 3, Bautz, Herzberg 1992, ISBN 3-88309-035-2, Sp. 440–442 (Artikel/Artikelanfang im Internet-Archive). mit Korrekturen nach: Wolfgang Stammler, Kurt Ruh, Karl Langosch (Hrsg.): Die deutsche Literatur des Mittelalters. Verfasserlexikon Band 11: Nachträge und Korrekturen. de Gruyter, Berlin 2004, ISBN 3-11-016832-4, Sp. 851.
- Expositio litteralis super quattuor libros Sententiarum. Etwa zwischen 1354 und 1359, teilweise ediert bei Adolar Zumkeller: Erbsünde, Gnade, Rechtfertigung und Verdienst nach der Lehre der Erfurter Augustinertheologen des Spätmittelalters. 1984, S. 531–536.
- Quaestiones super secundum librum Sententiarum. Um 1359, teilweise ediert bei Adolar Zumkeller: Erbsünde, Gnade, Rechtfertigung und Verdienst nach der Lehre der Erfurter Augustinertheologen des Spätmittelalters. 1984, S. 507–530 und 535–543.
- Super librum Actum Apostolorum. Als Handschrift erhalten in Eichstätt, Universitätsbibliothek Cod. st 204, fol. 117–192.
- Quaestiones super materiam totam Canonicae Johannis. Als Handschrift erhalten in Oxford, Bodleian Library MS. Hamilton 33, fol. 247–258 (digital.bodleian.ox.ac.uk).
- Sermones magistrales 1-5. Als Handschrift erhalten in Erfurt, Universitätsbibliothek CA 4° 118, fol. 108–117 (UrMEL).
- Brief an den Karmeliten Johannes von Hildesheim, zwischen 1364 und 1371, ediert von R. Hendriks. In: Carmelus. Band 4, 1957, S. 234 f.
- Dekadikon, 1369, als Handschrift erhalten in Wolfenbüttel, Herzog August Bibliothek Cod. Guelf. 314 Novi, fol. 1–7. Ediert bei Lars Rentmeister: Staat und Kirche im späten Mittelalter, 2016, S. 319 ff.
- Replicatio, 1369/70, als Handschrift erhalten in Wolfenbüttel, Herzog August Bibliothek, Cod. Guelf. 314 Novi, fol. 16–21. Ediert bei Lars Rentmeister: Staat und Kirche im späten Mittelalter, 2016, S. 387 ff.
- Dekadikon, etwa 1370, ediert von B. J. L. De Geer. In: Nieuwe bijdragen voor rechtsgeleerdheid en wetgeving. Nieuwe Reeks, Band 8, 1882, S. 386–409 (MDZ).
- Universis Christi fidelibus. 1370/1371, als Handschrift erhalten in Breslau, Universitätsbibliothek IV F 57, fol. 81–84. Teilweise ediert bei Carl Gustav Homeyer: Johannes Klenkok wider den Sachsenspiegel; SA. aus den Abhandlungen der K. Akademie der Wissenschaften zu Berlin 1855, 432a-432b.
- Reprobationes. In niederdeutscher Sprache, von 1372/1373, ediert bei Carl Gustav Homeyer: Johannes Klenkok wider den Sachsenspiegel; SA. aus den Abhandlungen der K. Akademie der Wissenschaften zu Berlin 1855, 416–423.
- Dekadikon. etwa 1372/1373, ediert bei Ch. L. Scheidt: Bibliotheca historica Goettingensis, Band I, 1758, S. 63–102 (MDZ).

Für weitere Ergänzungen, auch von zerstörten Manuskripten, siehe Damasus Trapp: Notes on John Klenkok O.S.A. († 1374). In: Augustinianum, Band 4, 1964, S. 363–366.
Neben diesen überlieferten Werken ist noch ein Werk mit dem Titel Quodlibeta und Kommentare zum Matthäus-Evangelium bekannt, die aber wohl verloren gegangen sind. Auch Werke Klenkoks zur Apokalypse, zu den Briefen des Johannes, zu der Schrift des Aristoteles Peri hermenias und ein Werk mit dem Titel Sophismata, sind nur als bloße Titel überliefert.

### Lexika und Biographien
- Otto Stobbe: Klenkok, Johann. In: Allgemeine Deutsche Biographie (ADB). Band 16, Duncker & Humblot, Leipzig 1882, S. 161 f.
- Alfred Brotherston Emden: Klenkok, Johann. In: A biographical register of the University of Oxford to A.D.1500. Bd. 2: F-O. Clarendon Press, Oxford 1958.
- Ruth Schmidt-Wiegand: Klenkok, Johann. In: Neue Deutsche Biographie (NDB). Band 12, Duncker & Humblot, Berlin 1980, ISBN 3-428-00193-1, S. 43 f. (Digitalisat).
- Reinhard Müller: Johannes Klenkok. In: Deutsches Literaturlexikon. Band 8. De Gruyter, Berlin 1981, ISBN 978-3-907820-08-7.
- Adolar Zumkeller: Johannes Klenkok. In: Kurt Ruh, Gundolf Keil, Werner Schröder, Burghart Wachinger, Franz Josef Worstbrock, Christine Stöllinger (Hrsg.): Die deutsche Literatur des Mittelalters – Verfasserlexikon. Band 4. De Gruyter, Berlin 1983, ISBN 3-11-008838-X, Sp. 1206–1213.
- Adolar Zumkeller: 131. J. Klenkok. In: Lexikon des Mittelalters (LexMA). Band 5. Artemis & Winkler, München/Zürich 1991, ISBN 3-7608-8905-0, Sp. 584 f.
- Adolar Zumkeller: Johannes Klenkok. In: Biographisch-Bibliographisches Kirchenlexikon (BBKL). Band 3, Bautz, Herzberg 1992, ISBN 3-88309-035-2, Sp. 440–442 (Artikel/Artikelanfang im Internet-Archive).
- Christopher Ocker: Johannes Klenkok: a friar’s life, c. 1310–1374 (= Transactions of the American Philosophical Society. Band 83, Nr. 5). 1993, JSTOR:1006550 (eingeschränkte Vorschau in der Google-Buchsuche).
- Francis George Roth: John Klenkok. In: New Catholic Encyclopedia, 2. Auflage 2003.
- Heiner Lück: Johannes Klenkok (um 1310–1374). In: Handwörterbuch zur deutschen Rechtsgeschichte. Band 2, Lieferung 16, Sp. 1888–1890.

### Weitere Literatur
- Carl Gustav Homeyer: Johannes Klenkok wider den Sachsenspiegel; SA. aus den Abhandlungen der K. Akademie der Wissenschaften zu Berlin 1855; Dazu 4 Seiten „Nachträge vom 5. Juni 1856“, Digitalisat (Google Books).
- Hugo Böhlau: Zur Chronologie der Angriffe Klenkoks wider den Sachsenspiegel. In: Zeitschrift der Savigny-Stiftung für Rechtsgeschichte. Germanistische Abteilung. Band 17, 1883, S. 118–129.
- Hans Josef Kullmann: Klenkok und die ‚Articuli Reprobati‘ des Sachsenspiegels. Dissertation an der Johann Wolfgang Goethe-Universität Frankfurt am Main, 1959.
- Damasus Trapp: Notes on John Klenkok O.S.A. († 1374). In: Augustinianum. Band 4, 1964, S. 358–404.
- Christopher Ocker: Interpretation, authority, and religious community in fourteenth-century Germany. The “Postilla” of Johannes Klenkok (c. 1310-1374) on the Acts of the Apostles in its cultural and intellectual Contexts. Princeton 1991.
- Lars Rentmeister: Staat und Kirche im späten Mittelalter – Der Schriftwechsel zwischen Johannes Klenkok und Herbord von Spangenberg über den Sachsenspiegel. tredition, Hamburg 2016, ISBN 978-3-7345-1931-4.
- Chris Schabel: A Note on the Augustinian John Klenkok, Bachelor of the Sentences at Oxford, not Paris. In: Recherches de Théologie et Philosophie Médiévales. Band 91, Nr. 2, 2024, S. 503–511 doi:10.2143/RTPM.91.2.3293908